# Хо-К
Хо-K — бронированная лесоповалочная машина Императорской армии Японии. Машина была разработана на базе танка Чи-Ха для применения в районах Сибири и Дальнего Востока. В течение 1940 года было собрано около 40 машин, поступивших на вооружение дислоцированного в Маньчжурии 12-го независимого инженерного полка. В конце 1942 года машины вместе с полком были переброшены на Новую Гвинею, где использовались при строительстве аэродромов в джунглях

## Конструкция
Хо-К создавалась на шасси среднего танка Чи-Ха. Ходовая часть, трансмиссия и силовая установка перешли от танка без каких-либо изменений. Вооружении и башня были демонтированы, а на их месте установили сварную бронированную рубку с наклонными бронелистами и двумя небольшими люками, в которых размещались приборы наблюдения. В передней части корпуса монтировалось главное оружие — огромный клиновидный плуг-таран, с помощью которого можно было проделывать проходы в заграждениях и валить деревья.